# Азума Нельсон
Азума Нельсон (англ. Azumah Nelson, 19 липня 1958) — ганський професійний боксер, чемпіон світу за версією WBC (1984—1988) в напівлегкій і (1988—1994, 1995—1997) в другій напівлегкій вазі.
2004 року був прийнятий до Міжнародної зали боксерської слави.

## Аматорська кар'єра
1978 року завоював золоту медаль на Всеафриканських іграх в категорії до 57 кг. Того ж року, здобувши три перемоги, став чемпіоном Ігор Співдружності.
На Кубку світу 1979 в категорії до 63,5 кг переміг Браяна Тінка (Австралія), а в другому бою програв Серіку Конакбаєву (СРСР) і отримав бронзову медаль.

## Професіональна кар'єра
На професійному рингу дебютував 1 грудня 1979 року. Здобувши тринадцять перемог поспіль, завоював в напівлегкій вазі титули чемпіона Гани, чемпіона Африки, чемпіона Співдружності.
21 липня 1982 року зустрівся в бою з чемпіоном WBC в напівлегкій вазі Сальвадором Санчесом (Мексика) і зазнав першої поразки технічним нокаутом за хвилину до завершення п'ятнадцятираундового бою.
8 грудня 1984 року у Сан-Хуані (Пуерто-Рико) вийшов на бій проти місцевого нового чемпіона WBC в напівлегкій вазі Вілфредо Гомеса і здобув перемогу нокаутом в одинадцятому раунді. Впродовж 1985—1987 років провів шість успішних захистів титула, у тому числі двічі переміг Маркоса Вілласана (Мексика).
У січні 1988 року звільнив титул WBC в напівлегкій вазі і 29 лютого 1988 року в бою проти Маріо Мартінеса (Мексика) завоював вакантний титул WBC в другій напівлегкій вазі. Провівши чотири захиста, 19 травня 1990 року вийшов на бій проти чемпіона WBC і IBF в легкій вазі Пернелла Вітакера (США) і програв одностайним рішенням суддів.

### Нельсон проти Фенека
Провівши після бою з Вітакером два переможних боя, один з яких був захистом титулу чемпіона WBC в другій напівлегкій вазі, 28 червня 1991 року Нельсон вийшов на черговий захист проти Джеффа Фенека (Австралія). Складний для обох боксерів та для суддівства поєдинок завершився нічиєю розділеним рішенням суддів. Титул чемпіона залишився у Нельсона, але австралієць енергійно висловлював свою незгоду з оголошеним результатом.
1 березня 1992 року між Нельсоном і Фенеком відбувся бій-реванш, в якому перемогу технічним нокаутом у восьмому раунді святкував ганець.
У листопаді 2022 року (через 31 рік після першого бою Нельсона і Фенека) суддівська група Світової боксерської ради повторно переглянула перший бій Фенека проти Нельсона та дійшла висновку, що справжнім переможцем був саме австралієць. Рішення було одностайним. Таким чином, за версією WBC кількість титулів Фенека за кар'єру зросла до чотирьох, а кількість поразок у статистиці Нельсона — до семи. Втім, на сайті BoxRec, який веде статистику боксу, результат бою, як і кількість перемог і поразок у Нельсона та Фенека залишилися незмінними.
Після перемоги над Фенеком Нельсон переміг Келвіна Гроува (США) і Габріеля Руеласа (Мексика).

### Нельсон проти Лейджа
10 вересня 1993 року Нельсон проводив ювілейний десятий захист титулу чемпіона WBC в другій напівлегкій вазі проти Джессі Джеймс Лейя (США). Як і в першому бою Нельсона з Фенеком тут була зафіксована нічия розділеним рішенням суддів.
7 травня 1994 року у Парадайзі (Невада) відбувся грандіозний боксерський вечір, в ході якого відбулися чотири реванші, одним з яких був і реванш Нельсона і Лейя. Цей вечір боксу був названий журналом «Ринг» подією 1994 року. Ганець втратив звання чемпіона, програвши американцю одностайним рішенням суддів, після чого взяв перерву у виступах на півтора року.
1 грудня 1995 року Нельсон вдруге зустрівся в бою з Габріелем Руеласом (Мексика), який на той час володів титулом чемпіона WBC в другій напівлегкій вазі, який він відібрав у Джессі Джеймс Лейя (США). Ганець нокаутував мексиканця у п'ятому раунді, повернувши собі звання чемпіона, і в наступному поєдинку 1 червня 1996 року знов бився з Джессі Джеймс Лейя. Нельсон переміг технічним нокаутом в шостому раунді.
22 березня 1997 року втратив титул, програвши розділеним рішенням суддів Дженаро Ернандесу (США).
Через рік 11 липня 1998 року програв одностайним рішенням Джессі Джеймс Лейя і завершив кар'єру.
2008 року у віці 49 років повернувся в професійний бокс і 24 червня 2008 року в Мельбурні (Австралія) провів бій проти Фенека, (якому на той час було 43 роки). Фенек переміг рішенням більшості — один суддя нарахував нічию, а двоє інших поставили оцінки на користь Фенека.

## Вшанування
На честь Азуми Нельсона названий після перебудови 2007 року багатофункціональний стадіон в Аккрі. Стадіон вміщує 10 000 глядачів.